# Montgelas-Schlösschen

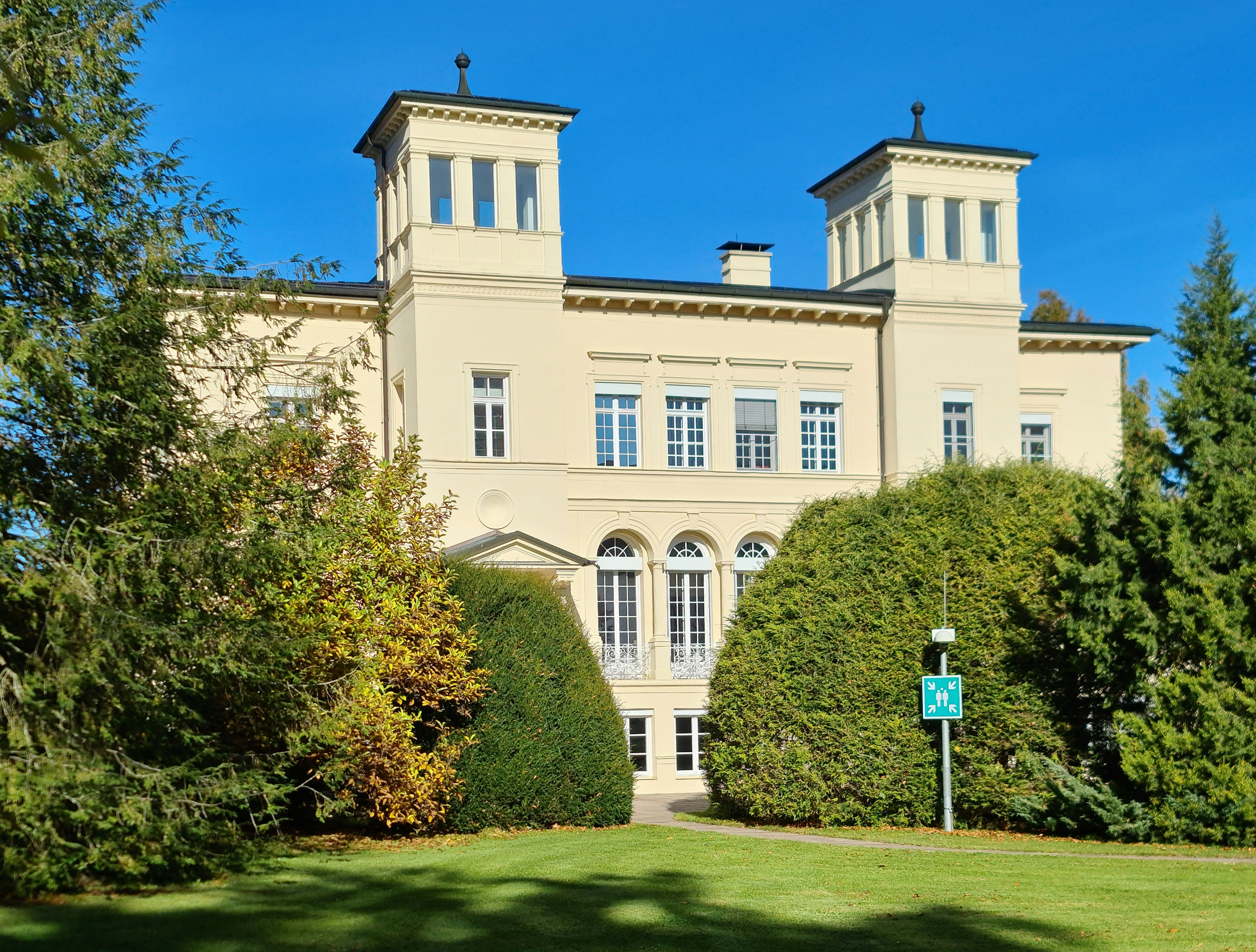
Montgelas-Schlösschen in Großhesselohe

Das Montgelas-Schlösschen, auch Großhesseloher Schlösschen genannt, ist eine Villa in Großhesselohe, einem Ortsteil der oberbayerischen Gemeinde Pullach im Isartal im Landkreis München. Das Bauwerk ist als Baudenkmal in die Bayerische Denkmalliste eingetragen.

## Lage
Die Villa liegt am Isarhochufer am Ostrand von Großhesselohe, etwa 250 Meter nordwestlich der Waldwirtschaft Großhesselohe. Seine Längsfassade verläuft in Ost-West-Richtung, die Hauptfassade zeigt nach Süden.

## Geschichte
An der Stelle des Schlösschens lag ursprünglich die Schwaige Hesselohe, die erstmals 776 in einer Urkunde des bayerischen Herzogs Tassilo III. 1301 erwarb das Heilig-Geist-Spital von München die Schwaige. Im Rahmen der Säkularisation wurde das Spital 1806 verstaatlicht und die Schwaige verkauft. Sie wechselte mehrfach den Besitzer, bis Jean-Baptiste Drouet d’Erlon die Schwaige 1818 erwarb und 1820 darauf eine Brauerei errichten ließ, von der noch ein Gebäudeteil erhalten ist. 1834 erwarb Maximilian von Montgelas die Schwaige und ließ das Wohnhaus durch Jean Baptiste Métivier zu einem Schlösschen im klassizistischen Stil ausbauen. Er ließ auch das Brauhaus und den Bierkeller vergrößern.
Kurz nach dem Zweiten Weltkrieg erwarb der Tee-Fabrikant Franz Gradinger die Villa. Der Kaufpreis wurde gestundet und war erst nach der Währungsreform fällig. Die von Gradinger gegründete Firma Hermes Arzneimittel nutzt das Anwesen weiterhin als Firmensitz.

## Architektur
Der zweigeschossige Bau mit Hochparterre ist etwa 27 Meter lang und 12 Meter breit und trägt ein Walmdach. Der Südseite ist ein vierachsiger Mittelrisalit mit Rundfenstern vorgesetzt. Er ist von zwei quadratischen Türmen flankiert, deren die Dachtraufe überragendes Obergeschosse als Belvedere ausgebildet sind.